# Margaret Livingston
Margaret Livingston (Salt Lake City, 25 november 1895 – Warrington, 13 december 1984) was een Amerikaanse actrice in het tijdperk van de stomme film.

## Biografie
Livingston was van Schots-Zweedse afkomst. Ze werd geboren als Marguerite Livingston op 25 november 1895 in Salt Lake City, als dochter van John Livingston en Eda Frome. Ze groeide op in Salt Lake City, samen met haar oudere zus Ivy die ook filmactrice werd.

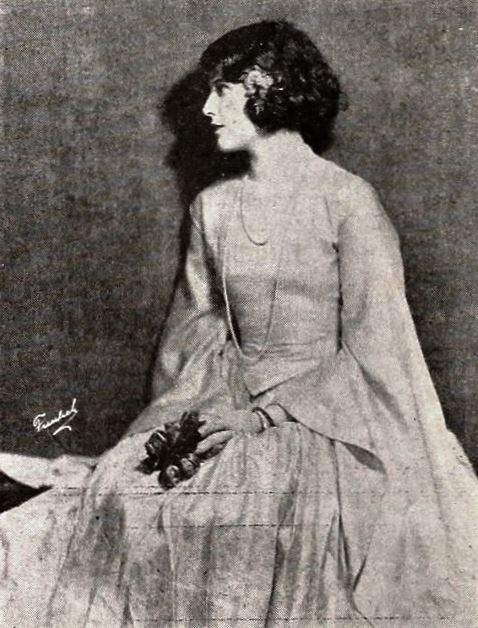
Livingston in The Social Buccaneer (1923)

Ze maakte haar filmdebuut in 1916 en speelde in meer dan 50 stomme films, waaronder Sunrise: A Song of Two Humans van F.W. Murnau en nog eens in 20 films nadat ze in 1929 met succes de overstap naar geluidsfilm maakte, waaronder Smart Money met Edward G. Robinson en James Cagney. Af en toe sprak ze stemmen in voor andere actrices, zoals voor Louise Brooks in The Canary Murder Case uit 1929.
Livingston was te gast op William Randolph Hearst's jacht de Oneida tijdens het weekend in november 1924 met filmregisseur en producent Thomas Ince, die later stierf aan hartfalen. In de Peter Bogdanovich-film The Cat's Meow uit 2001 wordt Livingston afgebeeld als iemand die een affaire had met Ince op het moment van zijn dood.
In augustus 1931 trouwde Livingston met orkestleider Paul Whiteman, het huwelijk hield stand tot zijn dood in december 1967. Livingston kon geen kinderen krijgen en adopteerde er vier met haar man.
Ze stopte in 1934 met acteren in films en bracht de rest van haar leven door met investeren in olie-ondernemingen en onroerend goed. Ze gebruikte haar zakelijke vaardigheden om de administratie te beheren van het orkest van haar man en ze hielp hem bij het opzetten en uitbaten van een artiestenbureau.
Livingston overleed op 13 december 1984 in Warrington (Pennsylvania) op 89-jarige leeftijd.